# Nature Reviews Chemistry
Nature Reviews Chemistry è una rivista scientifica mensile di chimica, sottoposta a revisione paritaria e pubblicata esclusivamente online dalla Nature Portfolio. È stata fondata nel 2017.[1] La rivista contiene articoli di revisione, prospettive e commenti su tutte le discipline della chimica. Il team editoriale è composto da Stephen Davey (caporedattore), Stephanie Greed e Alexander Rosu-Finsen.

## Indicizzazione
Gli abstract e gli articoli della rivista sono indicizzati da:
- Science Citation Index Expanded[1]
- Scopus[2]
- Medline[3]

Secondo il Journal Citation Reports, nel 2023 Nature Reviews Chemistry ha ricevuto un fattore di impatto pari a 38.1, posizionaodosi al terzo posto fra altre 320 riviste nella categoria "chimica, multidisciplinare".